# 127 Oddział Artylerii Przeciwlotniczej
127 Oddział Artylerii Przeciwlotniczej (niem. Flak-Abteilung 127, est. Õhutõrjepataljon 127) – oddział wojskowy artylerii przeciwlotniczej złożony z Niemców i Estończyków podczas II wojny światowej.

## Historia
Został utworzony w kwietniu 1940 r. w Berlinie jako 127 Rezerwowy Oddział Artylerii Przeciwlotniczej. Składał się z pięciu baterii artylerii przeciwlotniczej (trzech ciężkich i dwóch lekkich). Na przełomie 1940/1941 r. przeniesiono go do Bordeaux. W kwietniu 1941 r. wszedł w skład 45 Pułku Artylerii Przeciwlotniczej. Po ataku wojsk niemieckich na ZSRR 22 czerwca tego roku, trafił na front wschodni, gdzie zasilili go estońscy ochotnicy. W lipcu tego roku 2 bateria została rozwiązana, a na jej miejsce włączono 1 baterię 342 Rezerwowego Fortecznego Oddziału Artylerii Przeciwlotniczej. Od marca 1942 r. stacjonował w Krasnogwardiejsku. Podlegał 41 Pułkowi Artylerii Przeciwlotniczej. W lipcu tego roku oddział został przemianowany na Flak-Abteilung 127. We wrześniu zmienił przynależność na 43 Pułk Artylerii Przeciwlotniczej. W grudniu przeszedł do Nowosokolnik, w lutym 1943 r. pod oblężony Leningrad, zaś w maju tego roku do Łużek. Na pocz. listopada znalazł się w Wielkich Łukach. Pod koniec 1943 r. została sformowana 6 bateria ciężka. Na pocz. czerwca 1944 r. oddział wszedł w skład 151 Pułku Artylerii Przeciwlotniczej, zaś na pocz. września tego roku - 182 Pułku Artylerii Przeciwlotniczej. Na pocz. października powrócił do 43 Pułku Artylerii Przeciwlotniczej. Przeniesiono go do Dyneburga, a następnie na wyspę Sarema. Pod koniec 1944 r. zmienił podległość na 151 Pułk Artylerii Przeciwlotniczej. Na pocz. 1945 r. znalazł się w Windawie, gdzie zakończył szlak bojowy.